# Cornel Schmitt

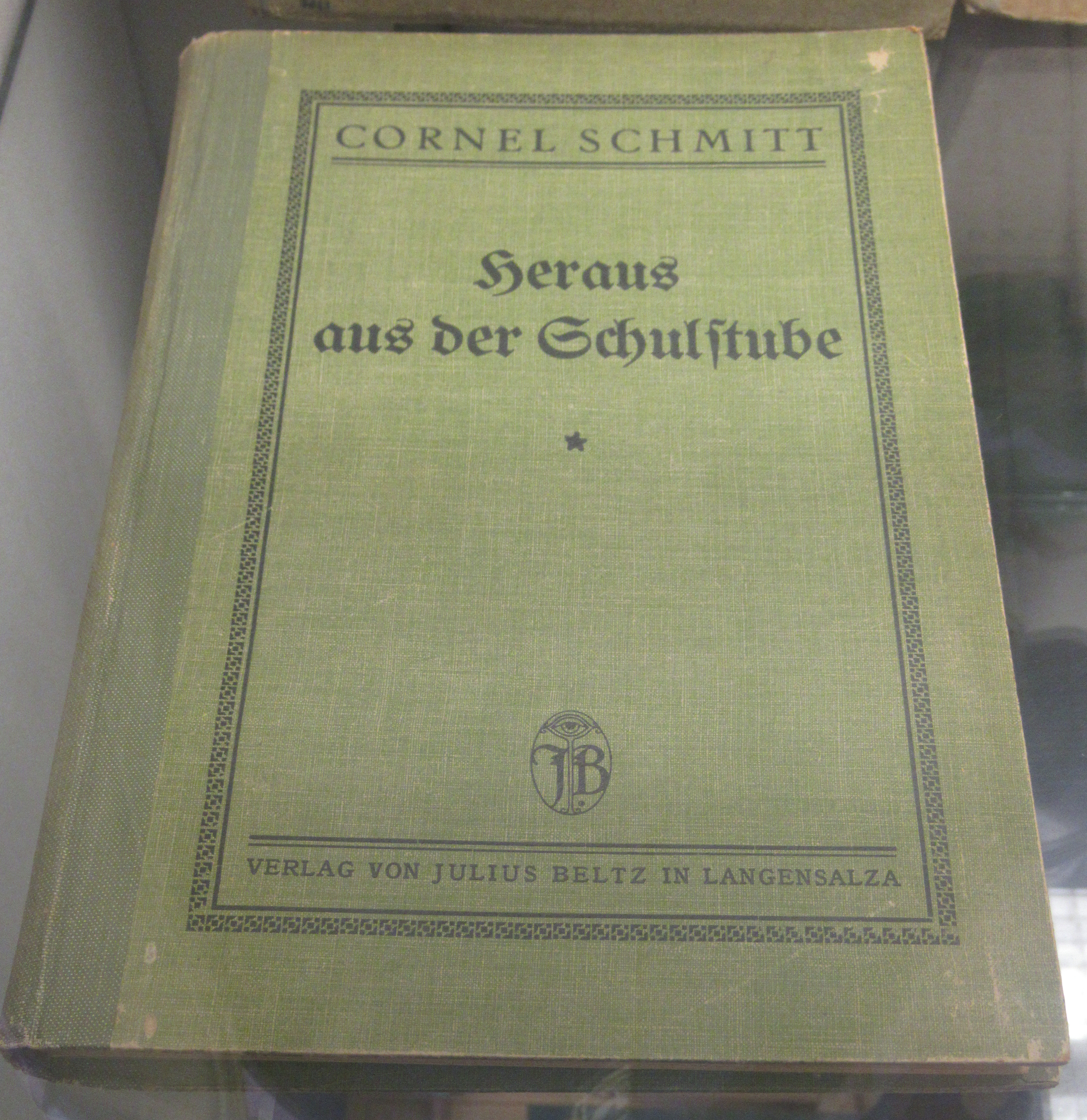
Heraus aus der Schulstube! (1926)

Cornel Schmitt (* 4. Januar 1874 in Marktheidenfeld; † 13. Januar 1958 in Würzburg) war ein vielseitiger deutscher Pädagoge. Er wirkte als Komponist von Kinder- und Chorliedern, Lehrerausbilder, Autor von Kinderbüchern sowie Biologe und Biologiedidaktiker.

## Leben
Cornel Schmitt wurde als Sohn des Lehrers und Organisten Karl Stephan Schmitt und seiner Frau Anna, geb. Schmitt, in Marktheidenfeld geboren. Er wuchs in dem Schulhaus auf, in dem sein Vater unterrichtete und wohnte.
Im Alter von 13 Jahren besuchte Schmitt die Präparandenschule in Lohr am Main, um zwei Jahre auf die geplante Lehrerausbildung vorbereitet zu werden, die dann im Würzburger Schullehrerseminar erfolgte. Nach dem Abschluss erhielt Schmitt eine erste Stelle als Seminarhilfslehrer in Freising in der Lehrerbildung. Er kehrte jedoch wieder nach Würzburg zurück und heiratete dort 1902 seine Frau Mathilde, geb. Sommer, mit der er vier Kinder hatte. Als Präparandenschullehrer kam Schmitt schließlich für sieben Jahre nach Landsberg am Lech. Hier komponierte und veröffentlichte er u. a. 40 Kinderlieder. 1905 begründete er dort mit seinem Festspiel „Der Jungfernsprung“ für das in Landsberg seit 1751 stattfindende „Ruethenfest“ eine bis heute bestehende Tradition. Er vertonte viele Lieder zu Gedichten von Paula Dehmel. Ferner begann er zu fotografieren, was sich in vielen Naturfotos seiner selbst gestalteten Bücher zeigte.
1909 kehrte Schmitt wieder in seine mainfränkische Heimat zurück und wurde Leiter der Lohrer Präparandenschule. Dort befasste er sich intensiv mit Naturkunde, besonders mit der Ornithologie. Mit Hans Stadler begann er Vogelstimmen auf Schallplatten aufzuzeichnen. Nach der Auflösung von Lohr lehrte er ab 1923 als Studienprofessor an der Lehrerbildungsanstalt in Würzburg Deutsch, Naturkunde und Musik. Ebenso wie in Lohr a. M. widmete sich Schmitt neben seiner kompositorischen Tätigkeit der Vogelstimmenforschung. Er hielt für den Rundfunk mitreißende Vorträge zu biologischen Themen. Auch war er ein maßgeblicher Pionier der Schulgartenbewegung, wobei er auf die beschränkten Möglichkeiten im Umfeld der Schule hinwies und den damals hochgelobten „Barmer Schulgarten“ mit ganzen Lebensgemeinschaften ablehnte. Mit seinen Ideen passte er gut in die Reformpädagogik, da er auf eine ganzheitliche Pädagogik setzte und für das Lernen in der Natur am „außerschulischen Lernort“ eintrat. Allerdings vertrat er keine Theorie in der Biologiedidaktik, sondern wirkte unterrichtspraktisch. Er trat für einen Naturschutz ein, der in den Kindern durch die Lehrer angelegt werden müsse.
Den Rassismus des NS-Staates unterstützte er nicht. 1936 trat er regulär in den Ruhestand, musste aber im Krieg wieder bis 1944 Schuldienst leisten, was er gerne tat. 1947/48 nahm er wieder einen Lehrauftrag in der Lehrerbildungsanstalt an und publizierte weiter biologische Fachbücher.
Zahlreiche noch unveröffentlichte Kompositionen gingen durch die Zerstörung seines Würzburger Hauses bei dem vernichtenden Flächenbombardement der Royal Air Force am 16. März 1945 verloren, das er selbst 1953 wieder aufbaute.
Cornel Schmitt verstarb am 13. Januar 1958.

## Werke

### Kunstwerke
Schmitt komponierte zahlreiche Kinderlieder für Klavier und Singstimme (z. B. „Rumpumpel“), von denen über 100 gedruckt wurden. Für Männer- und gemischten Chor vertonte er Balladen und Lieder von Mörike, Löns, v. Liliencron und v. Fallersleben.
Neben dem Festspiel „Der Jungfernsprung“ vertonte Schmitt 1922 das Krippenspiel „Die Hirten von Bethlehem“ und 1923 das Volksspiel „Des deutschen Liedes Sendung“ des fränkischen Dichters Nikolaus Fey.

### Biologie
- mit Hans Stadler: Die Vogelsprache: eine Anleitung zu ihrer Erkennung und Erforschung, Stuttgart 1919
- Der biologische Schulgarten. Seine Anlage und unterrichtliche Verwertung, Freising 1922 (zuerst 1909)
- Heraus aus der Schulstube! 1926
- Von unseren Brüdern in Wald und Feld, 1929/30
- Wer singt da? Wanderbüchlein für Vogelfreunde, 1953 (zuerst 1930)
- Natur- und Heimatliebe – mein Unterrichtsziel. Wege zur Naturliebe, Freising 1935
- 250 einfache Versuche mit Pflanzen und Tieren: nach Lebensgemeinschaften zusammengestellt und jahreszeitlich geordnet, Datterer, Freising 1953 (zuerst 1913)
- Markwart und Hazzel, die Geschichte zweier Eichelhäher, Beltz, Langensalza 1925